# Almeda Abazi
Almeda Abazi (13 de febrero de 1992) es una actriz, modelo y reina de belleza albanesa, que fue coronada Miss Tirana 2007, Miss Albania 2008, y Miss Globe 2008.

## Vida y carrera
Almeda Abazi nació el 13 de febrero de 1992 en Albania. En los tres concursos de belleza que participó, fue escogida como reina y ganó las competiciones de Miss Tirana, Miss Albania y Miss Globe Universe en 2008. Completó su educación secundaria en el Tarhan Private College en Estambul. Estudió en el departamento de interpretación de la Bil Sanat Academy de Estambul Aydın University. Almeda Abazi se instaló en Turquía y decidió continuar su vida profesional en Turquía. Ha aparecido en las películas llamadas Konak, Show Business y también en la serie de TRT llamada Ayrılık. También se unió a Yok Böyle Dans (la versión turca de Bailando con las Estrellas) en 2011 y Survivor Ünlüler-Gönüllüler (superviviente famosos-voluntarios). Interpretó a Valeria en Muhteşem Yüzyıl. Apareció en Para Bende con Murat Ceylan como presentadora en TV8 y se unió al concurso Survivor All Star otra vez en 2015.

## Vida personal
Almeda se casó con el actor turco Tolgahan Sayışman el 14 de febrero de 2017 en Los Ángeles.